# نهنگ دیوگون
نهنگ دیوگون یا نهنگ شیطانی (به انگلیسی: Devil Whale)، یک هیولای دریایی افسانه‌ای شبیه نهنگ شیطانی (یا در برخی افسانه‌ها لاک‌پشت دریایی) است. بر اساس افسانه‌ها، این نهنگ اندازه بسیار بزرگی دارد و می‌تواند کل کشتی‌ها را ببلعد. همچنین زمانی که در خواب است شبیه یک جزیره است و ملوانان ناآگاه بر پشت آن پهلو می‌گیرند. هنگامی که ملوانان آتش می‌افروزند، نهنگ شیطانی از خواب بیدار می‌شود و به کشتی حمله می‌کند و کشتی را به ته دریا می‌کشاند. به همین دلیل مسیحیت شروع به همراهی نهنگ با شیطان کرد. این داستان در سندباد ملوان یافت می‌شود.